# Carl'Antonio Tanzi
Carl'Antonio Tanzi (Milano, 1710 – 18 maggio 1762) fu un poeta dialettale milanese.

## Biografia
Nacque in un'antica famiglia milanese di lontane origini genovesi e un tempo particolarmente ragguardevole, che vantava origini aristocratiche (il conte Antonio Tanzi di Blevio apparteneva ad un altro ramo della famiglia, al pari dei nobili asburgici Edler von Tanzi) e antenati illustri, quali il letterato rinascimentale Francesco Tanzi Cornigero. A quei tempi, tuttavia, quel ramo della famiglia versava in condizioni relativamente modeste. Unico erede maschio della famiglia, tuttavia, il Tanzi riuscì comunque a coltivare gli studi delle lettere, e a trovare, al pari del padre - funzionario alla ferma del sale - un impiego che gli permettesse di vivere decorosamente.
Di salute alquanto cagionevole (si ammalò precocemente di quella tubercolosi che lo condusse alla morte), alla debolezza del corpo faceva però riscontro un animo vivace e infaticabile. Una descrizione fisica del Tanzi ci viene dal Parini, il quale curò una raccolta di sue poesie pochi anni dopo la sua morte: "La fisonomia dell'animo era nella persona: alto di statura, grand'occhi neri vivaci, gran naso aquilino, tratti del viso aperti e fortemente scolpiti, parlare e movimenti vibrati e risoluti (...) di voce aggradevole e bravissimo declamatore."
A giudizio dello stesso Parini, Tanzi fu uno di coloro che contribuirono "a far rinascere in Milano il gusto delle lettere" nel secolo XVIII. E il Porta lo colloca tra i cinque "omenoni de spallera" che avevano meglio onorato il dialetto meneghino, insieme all'autore del Varon milanes ed a Maggi, Balestrieri e Parini.
Com'era d'uso a quei tempi, partecipò alle attività dell'Accademia dei Trasformati, creata nel 1546 ma fatta rinascere nel 1743 ad opera del conte Giuseppe Maria Imbonati, divenendone il segretario perpetuo. Firmò qualche composizione col nome arcadico di Epiento. Amico di tanti letterati lombardi, tra cui in particolare Domenico Balestrieri, prese parte insieme a quest'ultimo alla "Brandana", una vivace polemica fatta di opuscoli e composizioni poetiche contro il padre Onofrio Branda, autore nel 1759 di un Dialogo sulla lingua toscana in cui irrideva all'uso del dialetto.
Quando morì, il 18 maggio 1762, nella sede dell'Accademia venne recitata in suo onore un'orazione funebre da parte dell'abate Pier Domenico Soresi, e una poesia in milanese dell'amico Balestrieri, che è uno dei suoi capolavori.